# یواس‌سی و جی‌اس وینرایت (۱۹۴۲)
یواس‌سی و جی‌اس وینرایت (۱۹۴۲) (به انگلیسی: USC&GS Wainwright (1942)) یک کشتی است که طول آن ۶۶ فوت (۲۰ متر) می‌باشد. این کشتی در سال ۱۹۴۲ ساخته شد.